# スワローズキッズアカデミー
『スワローズキッズアカデミー』とは、フジテレビで2010年4月4日から関東ローカルで放送されているミニ番組。2010年3月まで放送されていたスワローズCafeの後継番組。ヤクルトの一社提供。

## 概要
- 主にプロ野球球団東京ヤクルトスワローズ所属の選手・監督・コーチが野球少年をターゲットに野球のおもしろさ・技術を伝えるという番組である。放送時間の関係上から野球少年がターゲットユーザーとなっているため、前身番組であるスワローズCafeと比べて番組の作りも低年齢層を意識した内容となっている。
- スワローズCafe同様、秋田テレビでもこまちスタジアムでのスワローズ戦の主催ゲームのプロモーションを兼ねて4月期に限りネットされているが、時差ネットになっており、9:55-10:00（同日4時間30分遅れ）に放送されている。
- 『スワローズCafe』と同じく、視聴者プレゼントとして神宮球場開催の主催ホームゲームにおいての観戦ペアチケットと番組特製マグカップセットが贈られる。（携帯電話サイトにて募集）

## 放送時間
（出典：）
| 放送期間   | 放送期間   | 放送時間（日本時間）    |
| ---------- | ---------- | ----------------------- |
| 2010.04.04 | 2012.03.25 | 日曜 5:25 - 5:30（5分） |
| 2012.04.01 | 現在       | 日曜 5:40 - 5:45（5分） |

## 出演者
- 東京ヤクルトスワローズの選手、コーチなど。

| 放送回 | 放送日        | 出演者   | 放送内容 |
| ------ | ------------- | -------- | -------- |
| 1      | 2010年4月4日  | 宮本慎也 | -        |
| 2      | 2010年4月11日 | 宮本慎也 | -        |
| 3      | 2010年4月18日 | 青木宣親 | -        |
| 4      | 2010年4月25日 | 青木宣親 | -        |

## ナレーター
- 阿部知代（当時フジテレビアナウンサー） - 放送開始 - 2012年8月12日
- 斉藤舞子（フジテレビアナウンサー） - 2012年8月19日 - 2013年6月23日
- 松村未央（フジテレビアナウンサー） - 2013年6月30日 - 2018年9月
- 木下康太郎（フジテレビアナウンサー） - 2018年9月 - 2019年3月31日
- 新美有加（フジテレビアナウンサー） - 2019年4月7日 - 2021年3月28日
- 堤礼実（フジテレビアナウンサー） - 2021年4月4日 -